# B.L. Stryker, privatdetektiv
B.L. Stryker, privatdetektiv (engelska: B.L. Stryker) är en amerikansk deckarserie som producerades av Universal Television och sändes av ABC mellan 1989 och 1990.

## Handling
Privatdetektiven B.L. Stryker och hans kompis Oz löser brott i Palm Beach, Florida.

## Rollista i urval
- Burt Reynolds – Buddy Lee "B.L." Stryker
- Ossie Davis – Oz Jackson
- Rita Moreno - Kimberly Baskin